# Izdebnik (Petite-Pologne)
Pour les articles homonymes, voir Izdebnik.
Izdebnik est une localité polonaise de la gmina de Lanckorona, située dans le powiat de Wadowice en voïvodie de Petite-Pologne.